# NGC 7342
NGC 7342 este o galaxie situată în constelația Pegas. A fost descoperită în 11 septembrie 1872 de către Édouard Stephan⁠(d). Se află la o distanță de 110,46 megaparseci de Pământ.